# NGC 5232
NGC 5232 é uma galáxia espiral (S0-a) localizada na direcção da constelação de Virgo. Possui uma declinação de -08° 29' 52" e uma ascensão recta de 13 horas, 36 minutos e 08,2 segundos.
A galáxia NGC 5232 foi descoberta em 30 de Maio de 1864 por Albert Marth.